# Socienna cracens
Socienna cracens är en snäckart. Socienna cracens ingår i släktet Socienna och familjen Cerithiopsidae.

## Underarter
Arten delas in i följande underarter:
- S. c. cracens
- S. c. regia